# Франк Гансен (веслувальник)
Франк Гансен (норв. Frank Hansen, 4 серпня 1945) — норвезький академічний веслувальник.
Олімпійський чемпіон 1976 року в складі парної двійки, срібний призер 1972 року в складі парної двійки.
Чемпіон світу 1975, 1978, 1979 років у складі парної двійки, срібний призер 1974 року в складі парної двійки.
Срібний призер Чемпіонату Європи 1971 року в складі парної двійки.